# Arcimbaldo di Grailly
Arcimbaldo di Grailly in catalano Arquimbald de Foix e in francese Archambaud de Grailly (1330 circa – 1412) fu Captal de Buch, dal 1376, e, per diritto di matrimonio (de jure uxoris) Conte di Foix, visconte di Béarn e Coprincipe di Andorra, dal 1398 e Visconte di Castelbon e signore di Moncada, dal 1400 alla sua morte.

## Origine
Arcimbaldo, secondo Pierre de Guibours, detto Père Anselme de Sainte-Marie o più brevemente Père Anselme, era il figlio maschio del signore di Grailly e Captal de Buch, Pietro II di Grailly e della seconda moglie, Erembourga di Périgord, figlia del conte di Perigord Elia VII Talleyrand e della moglie, Brunissende di Foix, che, sia secondo Père Anselme, che secondo la Chroniques romanes des comtes de Foix era figlia del conte di Foix, Visconte di Castelbon, Signore e poi Coprincipe di Andorra e Visconte consorte di Béarn, Ruggero Bernardo III e della moglie, la viscontessa di Béarn, Margherita di Montcada.
Piertro II di Grailly, ancora secondo Père Anselme, era l'unico figlio maschio del signore di Grailly Piertro I e della moglie, Rubea, figlia di Bernardo conte di Astarac.

## Biografia
Alla morte del padre, Pietro II di Grailly, nel 1356, suo nipote, Giovanni III (figlio del fratello primogenito di Arcimbaldo, Giovanni II, premorto al padre) gli succedette come signore di Grailly e Captal de Buch, mentre Arcimbaldo divenne visconte di Castillon e di Gurson, secondo la volontà del padre.
Arcimbaldo, come tutti i suoi familiari, nella guerra dei cent'anni, si schierò a fianco degli Inglesi e combatté a fianco del figlio del re, Edoardo III, Edoardo il Principe Nero, partecipando alla battaglia di Cocherel, dove fu fatto prigioniero e dovette pagare un riscatto di 500 franchi per poter essere liberato dai Francesi, nel 1372.
Quando suo nipote, Giovanni, nel 1376, morì nella Torre del Tempio, di Parigi, prigioniero del re di Francia, Arcimbaldo, per volere del nipote, gli succedette come signore di Grailly e Captal de Buch; però il Signore di d'Albret e conte di Dreux, Arnaud-Amanieu VIII d'Albret, padre della moglie di suo nipote, si oppose alle volontà del genero e fece richiesta di essere riconosciuto come erede di Giovanni III di Grailly, in nome della figlia; Arcimbaldo però, nel 1377, fu confermato erede del nipote, dal nuovo re d'Inghilterra, Riccardo II ed entrò in possesso di titoli e domini; fu poi riconfermato anche da Enrico IV, nel 1399.
Nel 1381, dopo aver ottenuto la dispensa papale, Arcimbaldo aveva sposato Isabella di Foix-Castelbon, che, secondo Père Anselme, era la figlia del Visconte di Castelbon e signore di Moncada, Ruggero Bernardo II e della moglie, Gerarde di Navailles, Signora di Navailles e Sault, figlia di Garcia Arnaldo IV di Navailles, barone di Navailles e Sault e della moglie, Béarnaise de Miramont, mentre la Chroniques romanes des comtes de Foixci conferma che era sorella del Visconte di Castelbon e signore di Moncada, poi conte di Foix, visconte di Béarn e Coprincipe di Andorra ed inoltre pretendente della Corona d'Aragona, Matteo; il matrimonio viene confermato anche dalla Histoire Générale de Languedoc, Tome V, Notes, nella Chronique tirée d´un manuscrit de MM. Sabbathier de la Bourgade, de Toulouse del 1389, che cita Arcimbaldo (D. Archambaldus de Graillaco, comes Fuxi et vice-comes Neboziani) e la moglie Isabella (Isabellæ uxoris suæ) .
Nell'agosto 1391, il cugino della moglie, il conte di Foix, visconte di Béarn, Coprincipe di Andorra, Visconte di Marsan e Visconte di Lautrec, Gastone III, morì per un ictus,, a Sauveterre-de-Béarn, nei pressi di Orthez, senza eredi legittimi, per cui a Gastone Febo succedette il parente più prossimo, il fratello di Isabella, suo cognato, Matteo, del ramo dei Foix-Castelbon.
Per questa successione, Matteo ebbe l'appoggio del re della Corona d'Aragona, Giovanni I, che l'anno successivo gli dette in moglie, la propria figlia primogenita, l'infanta Giovanna
Quando il suocero di Matteo, Giovanni I, morì, nel 1396, gli succedette il suo fratello minore don Martin, salito al trono come Martino I l'Umanista; ma Matteo, in quanto marito della figlia primogenita di Giovanni I, Giovanna, reclamò il trono, in base ad un accordo, approvato dal re Pietro IV d'Aragona, con la prima moglie di Giovanni I, Marta di Armagnac, che in assenza di eredi maschi, sarebbe succeduta al padre la maggiore delle figlie femmine, cioè Giovanna, come ci viene confermato dalla Història de Catalunya, Volume 3; essendo la pretesa di Matteo e Giovanna respinta, Matteo invase l'Aragona, ma fu fermato e respinto dalle truppe aragonesi guidate dal conte di Urgell, Pietro II.
Matteo fu sconfitto e al rientro di Martino I in Aragona, nel 1397 a Matteo vennero confiscati tutti i suoi domini nel regno di Aragona.

Armi di Arcimbaldo

Suo cognato, Matteo morì l'anno dopo, nell'agosto del 1398 e Arcimbaldo e Isabella gli succedettero nella contea di Foix e la viscontea di Béarn, mentre la Viscontea di Castelbon la ottennero dopo, nel 1400. Anche per i domini francesi sua moglie, Isabella dovette venire a patti col re di Francia, Carlo VI, detto prima il Beneamato e poi il Folle, in quanto quest'ultimo si rifiutava di riconoscere la successione, poiché, Arcimbaldo, nella guerra dei cent'anni, era schierato con i re d'Inghilterra; il giudice di appello di Tolosa aveva inviato una memoria al re di Francia sostenendo che il Captal de Buch, durante la guerra si era schierato con i nemici del regno di Francia, per cui non potevano essergli consegnati tutti i feudi francesi, quindi Arcimbaldo e la moglie venivano privati della contea di Foix ed i due figli maggiori della coppia venivano tenuti in ostaggio dal re di Francia; solo dopo essersi sottomessi al re, sia Isabella che Arcimbaldo, nel 1400, e dopo aver giurato fedeltà a Carlo VI, nel 1402, rientrarono in possesso dei domini francesi e riebbero indietro i due figli che erano in ostaggio.
In quello stesso anno, Arcimbaldo e Isabella decisero come dividere i loro beni tra i vari figli.
Arcimbaldo, nel 1412, fu nominato capitano generale per la Linguadoca. Arcimbaldo morì in quello stesso anno.
Dopo la morte di Arcimbaldo, Isabella, nel 1412, cedette tutti i suoi titoli ai figli, come era stato deciso col marito, lasciando la maggior parte al figlio primogenito, Giovanni.

## Discendenza
Isabella ad Arcimbaldo diede cinque figli, come conferma anche la Histoire générale de Languedoc commenced by Gabriel Marchand:
- Giovanni (1382 † 1436), conte di Foix e di Bigorre, visconte di Béarn[29] e di Castelbon[26]
- Gastone († 1455), captal de Buch, visconte di Benaugese[29] e conte di Candale[26], per diritto di matrimonio, avendo sposato Margherita d'Albret, figlia di Arnaud-Amanieu VIII d'Albret
- Arcimbaldo († 1419), signore di Navailles[26][29]
- Matteo († 1453), conte di Comminges[30], avendo sposato la cugina, Margherita, contessa di Comminges, dopo aver ricevuto la dispensa dal fratello, il cardinale, Pietro[26]
- Pietro[31], che fu vescovo di Lescar e di vescovo di Comminges, e, che nel 1408, fu creato cardinale dall'Antipapa Benedetto XIII[26] (fu confermato cardinale da papa Martino V).

### Fonti primarie
- (LA) Histoire Générale de Languedoc, Tome V, Notes..
- (FR) Histoire généalogique et chronologique de la maison royale de France, tomus III..
- (FR) Histoire générale de Languedoc commenced by Gabriel Marchand..
- (OC, FR)   Chroniques romanes des comtes de Foix..

### Letteratura storiografica
- (ES) Història de Catalunya (archiviato dall'url originale il 22 novembre 2018)..